# Big Baby Tape
Big Baby Tape (настоящее имя — Его́р Оле́гович Раки́тин; род. 5 января 2000, Москва) — российский рэпер и автор песен. Создатель и лидер объединения Benzo Gang. Выступает также под псевдонимами DJ Tape («Ди́джей Тейп») и альтер эго Tape LaFlare («Тейп Лафлэ́р», является аллюзией на один из псевдонимов Гуччи Мейна).

## Биография и музыкальная карьера

### Ранний период: юность, начало музыкальной карьеры
Родился 5 января 2000 года. Знакомство Егора с рэпом произошло в 4 года, когда он впервые услышал песни 50 Cent, впечатлившие будущего музыканта. Чуть позже Егор познакомился с песнями Gucci Mane, которые оказали влияние на нынешнее творчество Егора. В возрасте шести лет на вопрос тёти: «Кем ты хочешь стать, когда вырастешь?» Егор отвечал: «Рэпером!». В 12-летнем возрасте начал учиться создавать музыку в программе Fruity Loops, с которой Егора познакомил друг его сестры. Поначалу в случайном порядке нажимал разные кнопки, не понимая, как с ней работать, и вскоре её забросил. Уже спустя год Егор вернулся к работе в данной программе и не прекращал создавать биты (хип-хоп-инструменталы), делая перерывы не более чем в один день на протяжении нескольких лет. Ориентирами в битмейкинге для него в разное время являлись Madlib, DJ Zinc, DJ Rashad, DJ Smokey и DJ Paul. В 15 лет Егор взял псевдоним DJ Tape и даже планировал выпустить инструментальный музыкальный альбом DJ Tape 2000, но релиз не состоялся, так как Егор не смог довести проект до планируемого качества. После этого он решил читать рэп под псевдонимом Big Baby Tape.

### 2017—2018:Hoodrich Tales—Dragonborn
В мае 2017 года выходит первый 4-трековый мини-тейп Егора Cookin' Anthems. В конце 2017 года рэпер знакомится с Feduk, увидев, что тот слушает его песни в Stories в Instagram. В интервью для шоу «вДудь» Фёдор заявил, что Big Baby Tape входит в топ-2 его самых любимых рэперов, и Биг Бейби Тейп приобретает первую широкую огласку. Впоследствии Егор начинает продавать инструменталы коллегам по цеху.
Помимо Feduk, в 2018 году Егор заполучил внимание таких крупных артистов, как Kizaru, Boulevard Depo, Face и Pharaoh. 8 марта 2018 года выходит совместный с Федуком сингл «Hustle Tales». 1 июня 2018 года в свет выходит дебютный мини-альбом Hoodrich Tales с гостевым участием Polyana (MellowBite), Alizade, Boulevard Depo, Федук и альтер эго Егора Tape LaFlare. Хип-хоп-портал The Flow поместил альбом на 37 строчку «50 отечественных альбомов 2018».
16 ноября 2018 года состоялся релиз дебютного студийного альбома Dragonborn, выпущенного на лейбле Warner Music Russia. Участие в записи музыкального релиза приняли Boulevard Depo, Хаски, Jeembo, i61, White Punk и другие. Спустя несколько дней после релиза альбома трек «Gimme the Loot» занял первую позицию в песенных чартах Apple Music, iTunes Store, «ВКонтакте», сместив последние альбомы Feduk и Элджея, а также опередил «Sicko Mode» от Travis Scott и «Thank U, Next» от Ariana Grande на сайте Genius.

### 2019—2021: распад Benzo Gang,«ARGUMENTS & FACTS»
8 марта 2019 года на официальном YouTube-канале творческого объединения Benzo Gang вышел получасовой видеоролик, в котором Егор рассказал историю их знакомства, о работе внутри коллектива и взаимоотношении с каждым участником. В ходе монолога стало известно, что распаду коллектива способствовала малая продуктивность участников. Изначально, по указанию Егора, объединение покинули Dope V, Cash Choppa и LilJPlug. Особое внимание в видеоролике было уделено его взаимоотношениям с Dimebag Plugg, перепискам Андрея с фанатами, которые присылали Егору в социальных сетях. Причиной их плохих взаимоотношений послужили проблемы Андрея с законом, наркотиками, финансовым положением, лицемерием, а также малой активностью внутри коллектива. А ролик закончился словами Егора: «Короче, Dimebag — полнейший lame и полнейшее чмо. Пошёл [к чёрту], Dimebag!».
10 мая 2019 года состоялся выход второго мини-альбома Егора под названием Arguments & Facts.
Вскоре после релиза на альбом обратил внимание флоридский рэпер Leavemealone, обнаруживший там фрагмент своей песни, взятый без разрешения, и обвинил Big Baby Tape в плагиате. Камнем преткновения стала песня «Weight», припев которой практически идентичен по ритмическому рисунку композиции Leavemealone «Face». Российский артист дал комментарии, что «не до конца осознал всю ответственность», пришедшую вместе с широкой аудиторией, поскольку раньше он всю жизнь в той или иной степени что-то заимствовал, переделывал, цитировал. Leavemealone ответ Тейпа не понравился, и он пожелал тому признать свой промах и двигаться дальше, не воруя музыку у других. На защиту Егора встал блогер Даня Порнорэп: по его словам, у Big Baby Tape имеется свой уникальный почерк, который и отличает оригинальную работу от копирки, его звучание объёмное и «интеллигентно качающее», а у Leavemealone всего этого «нет и в помине», поэтому украсть Tape «ничего не мог, потому что там нечего красть», а «музыка, начиная с изобретения ремикса и сэмплирования, это совсем не про мелодии и оригинальный ритм».
После этих событий Big Baby Tape взял перерыв и выпустил всего несколько треков за полтора года. В 2020 году, в день двухлетия альбома Dragonborn он заявил, что работает над альбомом LaFlare, который выйдет в 2021 году.

### 2021 — настоящее время: сотрудничество с kizaru,«BANDANA I»
На протяжении декабря 2020 — января 2021 года Big Baby Tape показал несколько сниппетов с альбома Bandana I. Ожидалось, что альбом выйдет уже в феврале. 23 ноября 2021 года в Москве был представлен альбом BANDANA I, в интервью перед концертом Егор заявил, что kizaru не может выступать в России в связи с статусом разыскиваемого. Было принято решение заменить реального артиста голограммой. Сам же альбом вышел 22 октября 2021 года.
В течение всего 2022 года как kizaru, так и Егор представляли многочисленные отрывки треков с предполагаемого альбома «BANDANA II». Однако, в связи с бойкотом России и ликвидацией Warner Music в России было принято решение перенести релиз пластинки на неопределённое время.
5 апреля 2023 года на официальной странице исполнителя во ВКонтакте был представлен отрывок трека с запланированного на 2023 год альбома «VARSKVA». Аудитория артиста проявила бурную реакцию. Некоторые из пользователей отметили связь семпла песни Yann Tiersen — J’y suis jamais allé (I’ve Never Been There) и достаточно популярного мема Рунета — видео «Дисс на Дёрти Монка» от Stimyl.
24 ноября 2023 года состоялся релиз третьего студийного альбома Егора VARSKVA. Участие в записи музыкального релиза приняли kizaru, Baby Melo, Huzzy Buzzy, Alblak 52, а также Macan.
28 июня 2024 года состоялся релиз альбома PEEKABOO, записанного совместно с музыкальным продюсером Aarne. Участие в записи этого музыкального релиза приняли  Toxi$,  Платина,  Feduk, Voskresenskii, а также Icegergert.

## Музыкальный стиль
Большое влияние на музыкальный стиль Big Baby Tape оказало творчество Гуччи Мейна и MF Doom. Черпает вдохновение с творчества американских андерграунд-рэперов KirbLaGoop, CHXPO, Goth Money Records и других. Также смешивает американский уличный сленг с русским языком и аутентично передаёт классическое звучание трэпа. По словам исполнителя, английский язык он выучил по видеоиграм и песням: играл в Grand Theft Auto: San Andreas и The Elder Scrolls V: Skyrim, переводил на русский язык треки Эминема и 50 Cent.

## Дискография

### Студийные альбомы
| Год  | Название                        |
| ---- | ------------------------------- |
| 2018 | Dragonborn                      |
| 2021 | Bandana I (совместно с Kizaru)  |
| 2023 | Varskva                         |
| 2024 | Peekaboo (совместно с Aarne)    |
| TBA  | Bandana II (совместно с Kizaru) |
| TBA  | LaFlare                         |

### Мини-альбомы
| Год  | Название          |
| ---- | ----------------- |
| 2018 | Hoodrich Tales    |
| 2019 | Arguments & Facts |

### Микстейпы
| Год  | Название                               |
| ---- | -------------------------------------- |
| 2016 | The Further Adventures Inside The Trap |
| 2017 | Cookin’ Anthem                         |

### Синглы

#### В качестве ведущего исполнителя
| Год  | Название                                           |
| ---- | -------------------------------------------------- |
| 2017 | «Trailer Traphouse»                                |
| 2017 | «One Love»                                         |
| 2017 | «Take A Lick 2017 FREESTYLE»                       |
| 2017 | «Trap Medals» (при участии Tape LaFlare и Alizade) |
| 2017 | «Dave Chappelle»                                   |
| 2017 | «GUF (Tribute)» (при участии Tape LaFlare)         |
| 2017 | «Neighborhood Hoe FREESTYLE»                       |
| 2017 | «Go Go Tape»                                       |
| 2017 | «Big Dope» (при участии KirbLaGoop)                |
| 2017 | «Wasabi»                                           |
| 2017 | «Gelato»                                           |
| 2017 | «Home Alone»                                       |
| 2018 | «Flip Phone Twerk»                                 |
| 2018 | «Hustle Tales» (при участии Feduk)                 |
| 2018 | «Point Em Out Freestyle»                           |
| 2018 | «Gimme the Loot»                                   |
| 2019 | «Trap Luv»                                         |
| 2020 | «Errday»                                           |
| 2020 | «Balance»                                          |
| 2020 | «Kari»                                             |
| 2021 | «Влюбилась» (при участии Молодой Платон)           |
| 2022 | «Vlaga» (совместно с Arut)                         |
| 2022 | «Мой белый» (совместно с Young Moscow)             |
| 2022 | «Like A G6»                                        |
| 2023 | «Hoodak MP3» (совместно с Aarne)                   |
| 2023 | «Dying 2 Live»                                     |
| 2023 | «M11» (совместно с ALBLAK 52)                      |
| 2024 | «BBTeam Freestyle»                                 |
| 2024 | «No Diddy»                                         |
| 2024 | «Turbo (Majestic)»                                 |
| 2024 | Chuchuka                                           |

#### В качестве приглашённого исполнителя
| Год  | Сингл                                                    |
| ---- | -------------------------------------------------------- |
| 2018 | «Twist It» (OG Prince при участии Big Baby Tape и Tveth) |
| 2019 | «Gucci» (Alizade при участии Big Baby Tape)              |
| 2021 | «Stick Out» (Kizaru при участии Big Baby Tape)           |
| 2023 | «Зеркало» (Kizaru при участии Big Baby Tape)             |
| 2023 | «Baby» (huzzy b при участии Big Baby Tape)               |

### Гостевое участие
| Год  | Название                | Исполнитель              | Альбом                 |
| ---- | ----------------------- | ------------------------ | ---------------------- |
| 2018 | «Люди дрессируют людей» | Boulevard Depo           | RAPP2                  |
| 2018 | «Outro», «Twist It»     | OG Prince                | The Decox              |
| 2018 | «Шипучка»               | Pharaoh                  | Phuneral               |
| 2018 | «Pretty Boy Trap»       | Loco OG Rocka            | Touchdown, Vol. 1      |
| 2019 | «SOGAS»                 | Lovesomemama             | Motherlode             |
| 2019 | «War Or Powder Remix»   | Undercodeine             | United States of Trapp |
| 2019 | «7 дней»                | Lil Krystalll            | No Label               |
| 2019 | «Легенды Зельды»        | OG Buda                  | «ОПГ Сити»             |
| 2021 | «KATER»                 | Молодой Платон           | Son of Trap            |
| 2021 | «В поле»                | The Limba                | Anima                  |
| 2021 | «Веном»                 | Платина                  | Sosa Muzik             |
| 2021 | «Берегись»              | Словетский               | Antishlyagger V        |
| 2022 | «КЭН»                   | OG Buda                  | Freerio 2              |
| 2022 | «Ski Ski»               | Aarne                    | AA Language            |
| 2023 | «Baby»                  | huzzy b                  | LOVE. LIVE. TWO        |
| 2023 | «Haunted House»         | Aarne, Kizaru            | AA Language 2          |
| 2023 | «4 ur girl»             | Aarne, Toxi$, Chief Keef | AA Language 2          |
| 2023 | «City Boy Life»         | Aarne, Bushido Zho       | AA Language 2          |
| 2023 | «Legit Check»           | Friendly Thug 52 Ngg     | Cristoforo Colombo     |
| 2023 | «БЕСИТСЯ»               | Toxi$                    | HOTSHOT                |
| 2024 | «MANSION MUSIK»         | SALUKI                   | BOLSHIE KURTKI         |
| 2024 | «Got Realer»            | Baggo                    | KRZY                   |
| 2024 | «Газ в пол»             | молодой калуга           | Scarface               |
| 2025 | «Я больше не пью»       | Voskresenskii            | Project V              |
| 2025 | «Гос. Подряд»           | MACAN                    | BRATLAND               |

## Концертные туры
| Год  | Название                                                    |
| ---- | ----------------------------------------------------------- |
| 2018 | Dragonborn Tour                                             |
| 2019 | Dragonborn Tour II                                          |
| 2019 | Europe Tour                                                 |
| 2020 | Baby On Board (отложен или отменён из-за пандемии COVID-19) |

## Рейтинги
| Год  | Издание | Рейтинг                   | Место | Прим.  |
| ---- | ------- | ------------------------- | ----- | ------ |
| 2021 | Spotify | Топ-5 исполнителей России | 5     | [ 40 ] |